# 上杉武雄
上杉 武雄（うえすぎ たけお、1906年（明治39年） - 1984年（昭和59年））は、日本の政治家。岩手県盛岡市出身。北海道常呂町長（1961年5月～1981年4月）。常呂町名誉町民。

## 経歴
- 旧制北海中学校卒業。
- 郵便局に入局。
- 1931年 常呂郵便局長。
- 1947年 新制北海道庁となり、郵便局から北海道庁に移り、建設部課長や次長を歴任する。
- 1957年 常呂町助役。
- 1961年 常呂町長選挙に出馬し初当選。連続5期当選。
- 1981年 勇退。

この他、常呂町森林組合長なども歴任した。

## 受賞歴
- 勲四等旭日小綬章（1980年）